# Liste der Länderspiele der äquatorialguineischen Fußballnationalmannschaft

Logo des Federación Ecuatoguineana de Fútbol

Diese Liste enthält alle Spiele der äquatorialguineischen Fußballnationalmannschaft.

## 1970 bis 1979
| Nummer | Datum      | Gegner              | Resultat | Anlass                                      | Austragungsort | Bemerkungen                                        |
| ------ | ---------- | ------------------- | -------- | ------------------------------------------- | -------------- | -------------------------------------------------- |
| 1.     | 23.05.1975 | Volksrepublik China | 2:6      | Freundschaftsspiel                          | Peking (CHN)   | Erstes Länderspiel, Erstes Länderspiel gegen China |
| 2.     | 24.12.1977 | Gabun               | 0:2      | Panafrikanische Spiele 1978 (Qualifikation) | Douala (CMR)   | Erstes Länderspiel gegen Gabun                     |
| 3.     | 26.12.1977 | Burundi             | 2:4      | Panafrikanische Spiele 1978 (Qualifikation) | Douala (CMR)   | Erstes Länderspiel gegen Burundi                   |
| 4.     | 28.12.1977 | Rep. Kongo          | 0:4      | Panafrikanische Spiele 1978 (Qualifikation) | Douala (CMR)   | Erstes Länderspiel gegen Republik Kongo            |

## 1980 bis 1989
| Nummer | Datum      | Gegner                       | Resultat            | Anlass                                   | Austragungsort  | Bemerkungen                                           |
| ------ | ---------- | ---------------------------- | ------------------- | ---------------------------------------- | --------------- | ----------------------------------------------------- |
| *      | 01.06.1981 | São Tomé und Príncipe        | 1:1                 | Freundschaftsspiel                       | ?               | Erstes Länderspiel gegen São Tomé und Príncipe        |
| *      | 09.12.1984 | Rep. Kongo                   | 0:5                 | UDEAC-Pokal 1984                         | ? (KGO)         |                                                       |
| *      | 14.12.1984 | Zentralafrikanische Republik | 1:1                 | UDEAC-Pokal 1984                         | ? (KGO)         | Erstes Länderspiel gegen Zentralafrikanische Republik |
| *      | 16.12.1984 | Tschad                       | 1:1 n. V. 2:3 i. E. | UDEAC-Pokal 1984                         | ? (KGO)         | Erstes Länderspiel gegen Tschad                       |
| *      | 08.12.1985 | Kamerun                      | 0:2                 | UDEAC-Pokal 1985                         | ? (GAB)         | Erstes Länderspiel gegen Kamerun                      |
| *      | 10.12.1985 | Tschad                       | 1:1                 | UDEAC-Pokal 1985                         | ? (GAB)         |                                                       |
| *      | 09.12.1986 | Kamerun                      | 0:2                 | UDEAC-Pokal 1986                         | ?               |                                                       |
| *      | 13.12.1986 | Tschad                       | 0:1                 | UDEAC-Pokal 1986                         | ?               |                                                       |
| *      | 08.12.1987 | Kamerun                      | 0:1                 | UDEAC-Pokal 1987                         | N’Djamena (CHA) |                                                       |
| *      | 10.12.1987 | Kamerun                      | 0:0                 | UDEAC-Pokal 1987                         | N’Djamena (CHA) |                                                       |
| *      | 15.12.1987 | Tschad                       | 0:4                 | UDEAC-Pokal 1987                         | N’Djamena (CHA) |                                                       |
| *      | 18.12.1987 | Gabun                        | 0:0 n. V. 3:4 i. E. | UDEAC-Pokal 1987                         | N’Djamena (CHA) | Erstes Länderspiel gegen Gabun                        |
| *      | 05.10.1988 | Angola                       | 1:4                 | Afrikameisterschaft 1990 (Qualifikation) | Bata            | Erstes Länderspiel gegen Angola                       |
| *      | 16.10.1988 | Angola                       | 0:0                 | Afrikameisterschaft 1990 (Qualifikation) | ? (ANG)         |                                                       |
| *      | 02.12.1988 | Kamerun                      | 1:2                 | UDEAC-Pokal 1988                         | Yaoundé (KMR)   |                                                       |
| *      | 04.12.1988 | Gabun                        | 0:3                 | UDEAC-Pokal 1988                         | Yaoundé (KMR)   |                                                       |

## 1990 bis 1999
| Nummer | Datum      | Gegner                       | Resultat            | Anlass                                   | Austragungsort   | Bemerkungen |
| ------ | ---------- | ---------------------------- | ------------------- | ---------------------------------------- | ---------------- | ----------- |
| *      | 12.12.1990 | Tschad                       | 0:1                 | CEMAC-Pokal 1990                         | ? (KON)          |             |
| *      | 13.12.1990 | Rep. Kongo                   | 0:6                 | CEMAC-Pokal 1990                         | ? (KON)          |             |
| *      | 17.12.1990 | Zentralafrikanische Republik | 3:3 n. V. 4:5 i. E. | CEMAC-Pokal 1990                         | ? (KON)          |             |
| *      | 02.08.1998 | Gabun                        | 0:2                 | Afrikameisterschaft 2000 (Qualifikation) | Bata             |             |
| *      | 16.08.1998 | Gabun                        | 0:3                 | Afrikameisterschaft 2000 (Qualifikation) | Libreville (GAB) |             |
| *      | 07.11.1999 | Gabun                        | 0:4                 | UNIFAC-Pokal                             | Libreville (GAB) |             |
| *      | 10.11.1999 | Republik Kongo               | 1:2                 | UNIFAC-Pokal                             | Libreville (GAB) |             |
| *      | 11.11.1999 | Zentralafrikanische Republik | 4:2                 | UNIFAC-Pokal                             | Libreville (GAB) |             |
| *      | 13.11.1999 | Tschad                       | 0:1                 | UNIFAC-Pokal                             | Libreville (GAB) |             |
| *      | 14.11.1999 | São Tomé und Príncipe        | 0:2                 | UNIFAC-Pokal                             | Libreville (GAB) |             |

## 2000 bis 2009
| Nummer | Datum      | Gegner                | Resultat            | Anlass                                   | Austragungsort     | Bemerkungen                             |
| ------ | ---------- | --------------------- | ------------------- | ---------------------------------------- | ------------------ | --------------------------------------- |
| *      | 09.04.2000 | Republik Kongo        | 1:3                 | Weltmeisterschaft 2002 (Qualifikation)   | Malabo             |                                         |
| *      | 23.04.2000 | Republik Kongo        | 1:2                 | Weltmeisterschaft 2002 (Qualifikation)   | Pointe-Noire (KON) |                                         |
| *      | 02.07.2000 | Angola                | 0:1                 | Afrikameisterschaft 2002 (Qualifikation) | Malabo             |                                         |
| *      | 16.07.2000 | Angola                | 1:4                 | Afrikameisterschaft 2002 (Qualifikation) | Luanda (ANG)       |                                         |
| *      | 08.09.2002 | Sierra Leone          | 1:3                 | Afrikameisterschaft 2004 (Qualifikation) | Malabo             | Erstes Länderspiel gegen Sierra Leone   |
| *      | 13.10.2002 | Marokko               | 0:5                 | Afrikameisterschaft 2004 (Qualifikation) | Rabat (MAR)        | Erstes Länderspiel gegen Marokko        |
| *      | 23.03.2003 | Benin                 | 1:2                 | Freundschaftsspiel                       | ? (BEN)            | Erstes Länderspiel gegen Benin          |
| *      | 29.03.2003 | Gabun                 | 0:4                 | Afrikameisterschaft 2004 (Qualifikation) | Libreville (GAB)   |                                         |
| *      | 08.06.2003 | Gabun                 | 2:1                 | Afrikameisterschaft 2004 (Qualifikation) | Malabo             |                                         |
| *      | 22.06.2003 | Sierra Leone          | 0:2                 | Afrikameisterschaft 2004 (Qualifikation) | Freetown (SLE)     |                                         |
| *      | 06.07.2003 | Marokko               | 0:1                 | Afrikameisterschaft 2004 (Qualifikation) | Malabo             |                                         |
| *      | 11.10.2003 | Togo                  | 1:0                 | Weltmeisterschaft 2006 (Qualifikation)   | Bata               | Erstes Länderspiel gegen Togo           |
| *      | 12.11.2003 | São Tomé und Príncipe | 3:1                 | Freundschaftsspiel                       | Malabo             |                                         |
| *      | 16.11.2003 | Togo                  | 0:2                 | Weltmeisterschaft 2006 (Qualifikation)   | Lomé (TOG)         |                                         |
| *      | 05.02.2005 | Kamerun Amateur       | 0:3                 | CEMAC-Pokal 2005                         | Libreville (GAB)   | inoffizielles Spiel                     |
| *      | 08.02.2005 | Tschad                | 0:0                 | CEMAC-Pokal 2005                         | Libreville (GAB)   |                                         |
| *      | 26.02.2006 | Benin                 | 1:0                 | Freundschaftsspiel                       | ? (BEN)            |                                         |
| *      | 04.03.2006 | Republik Kongo        | 2:1                 | CEMAC-Pokal 2006                         | Bata               |                                         |
| *      | 06.03.2006 | Tschad                | 1:1                 | CEMAC-Pokal 2006                         | Bata               |                                         |
| *      | 11.03.2006 | Gabun                 | 0:0 n. V. 4:2 i. E. | CEMAC-Pokal 2006                         | Bata               |                                         |
| *      | 14.03.2006 | Kamerun Amateur       | 1:1 n. V. 4:2 i. E. | CEMAC-Pokal 2006 (Finale)                | Bata               | inoffizielles Spiel, erster Titelgewinn |
| *      | 29.03.2006 | Benin                 | 1:1                 | Freundschaftsspiel                       | ?                  |                                         |
| *      | 03.09.2006 | Liberia               | 2:1                 | Afrikameisterschaft 2008 (Qualifikation) | Malabo             | Erstes Länderspiel gegen Liberia        |
| *      | 07.10.2006 | Kamerun               | 0:3                 | Afrikameisterschaft 2008 (Qualifikation) | Yaoundé (KMR)      |                                         |
| *      | 05.03.2007 | Republik Kongo        | 1:2                 | CEMAC-Pokal 2007                         | N’Djamena (CHA)    |                                         |
| *      | 09.03.2007 | Gabun                 | 1:1                 | CEMAC-Pokal 2007                         | N’Djamena (CHA)    |                                         |
| *      | 25.03.2007 | Ruanda                | 3:1                 | Afrikameisterschaft 2008 (Qualifikation) | Malabo             | Erstes Länderspiel gegen Ruanda         |
| *      | 02.06.2007 | Ruanda                | 0:2                 | Afrikameisterschaft 2008 (Qualifikation) | Kigali (RUA)       |                                         |
| *      | 17.06.2007 | Liberia               | 0:0                 | Afrikameisterschaft 2008 (Qualifikation) | Monrovia (LBR)     |                                         |
| *      | 09.09.2007 | Kamerun               | 1:0                 | Afrikameisterschaft 2008 (Qualifikation) | Malabo             |                                         |
| *      | 21.11.2007 | Niger                 | 1:1                 | Freundschaftsspiel                       | ?                  | Erstes Länderspiel gegen Niger          |
| *      | 26.12.2007 | Murcia                | 0:1                 | Freundschaftsspiel                       | Cartagena (SPA)    | inoffizielles Spiel                     |
| *      | 28.12.2007 | Extremadura           | 1:2                 | Freundschaftsspiel                       | Badajoz (SPA)      | inoffizielles Spiel                     |
| *      | 01.06.2008 | Sierra Leone          | 2:0                 | Weltmeisterschaft 2010 (Qualifikation)   | Malabo             |                                         |
| *      | 07.06.2008 | Südafrika             | 1:4                 | Weltmeisterschaft 2010 (Qualifikation)   | Pretoria (RSA)     | Erstes Länderspiel gegen Südafrika      |
| *      | 15.06.2008 | Nigeria               | 0:1                 | Weltmeisterschaft 2010 (Qualifikation)   | Malabo             | Erstes Länderspiel gegen Nigeria        |
| *      | 21.06.2008 | Nigeria               | 0:2                 | Weltmeisterschaft 2010 (Qualifikation)   | Abuja (NGA)        |                                         |
| *      | 06.09.2008 | Sierra Leone          | 1:2                 | Weltmeisterschaft 2010 (Qualifikation)   | Freetown (SLE)     |                                         |
| *      | 11.10.2008 | Südafrika             | 0:1                 | Weltmeisterschaft 2010 (Qualifikation)   | Malabo             |                                         |
| *      | 28.03.2009 | Kap Verde             | 0:5                 | Freundschaftsspiel                       | Sal (KPV)          | Erstes Länderspiel gegen Kap Verde      |
| *      | 06.06.2009 | Estland               | 0:3                 | Freundschaftsspiel                       | Tallinn (EST)      | Erstes Länderspiel gegen Estland        |

## 2010 bis 2019
| Nummer | Datum       | Gegner                       | Resultat             | Anlass                                                | Austragungsort                    | Bemerkungen |
| ------ | ----------- | ---------------------------- | -------------------- | ----------------------------------------------------- | --------------------------------- | --- |
| *      | 11.08.2010  | Marokko                      | 1:2                  | Freundschaftsspiel                                    | Rabat (MAR)                       | |
| *      | 12.10.2010  | Botswana                     | 0:2                  | Freundschaftsspiel                                    | ?                                 | Erstes Länderspiel gegen Botswana |
| *      | 08.02.2011  | Tschad                       | 2:0                  | Freundschaftsspiel                                    | ?                                 | |
| *      | 29.03.2011  | Gambia                       | 1:0                  | Freundschaftsspiel                                    | ?                                 | Erstes Länderspiel gegen Gambia |
| *      | 24.05.2011  | RSC Montreuil                | 4:1                  | Freundschaftsspiel                                    | Montreuil (FRA)                   | inoffizielles Länderspiel |
| *      | 02.06.2011  | Bretagne                     | 1:0                  | Freundschaftsspiel                                    | Saint-Nazaire (FRA)               | inoffizielles Länderspiel |
| *      | 07.06.2011  | FC Issy                      | 0:0                  | Freundschaftsspiel                                    | Issy-les-Moulineaux (FRA)         | inoffizielles Länderspiel |
| *      | 02.08.2011  | UNFP                         | 2:2                  | Freundschaftsspiel                                    | Albertville (FRA)                 | inoffizielles Länderspiel |
| *      | 10.08.2011  | Guinea-Bissau                | 1:4                  | Freundschaftsspiel                                    | ? (POR)                           | Erstes Länderspiel gegen Guinea-Bissau |
| *      | 03.09.2011  | Burkina Faso                 | 0:1                  | Freundschaftsspiel                                    | ?                                 | Erstes Länderspiel gegen Burkina Faso |
| *      | 07.09.2011  | Zentralafrikanische Republik | 3:0                  | Freundschaftsspiel                                    | ?                                 | Höchster Sieg |
| *      | 07.10.2011  | Gabun                        | 0:2                  | Freundschaftsspiel                                    | ?                                 | |
| *      | 11.10.2011  | Kamerun                      | 1:1                  | Freundschaftsspiel                                    | Malabo                            | |
| *      | 11.11.2011  | Madagaskar                   | 2:0                  | Weltmeisterschaft 2014 (Qualifikation)                | Malabo                            | Erstes Länderspiel gegen Madagaskar |
| *      | 15.11.2011  | Madagaskar                   | 1:2                  | Weltmeisterschaft 2014 (Qualifikation)                | Antananarivo (MAD)                | |
| *      | 21.01.2012  | Libyen                       | 1:0                  | Afrikameisterschaft (Gruppenphase)                    | Bata                              | Erstes Länderspiel gegen Libyen |
| *      | 25.01.2012  | Senegal                      | 2:1                  | Afrikameisterschaft (Gruppenphase)                    | Bata                              | Erstes Länderspiel gegen Senegal |
| *      | 29.01.2012  | Sambia                       | 0:1                  | Afrikameisterschaft (Gruppenphase)                    | Malabo                            | Erstes Länderspiel gegen Sambia |
| *      | 04.02.2012  | Elfenbeinküste               | 0:3                  | Afrikameisterschaft (Viertelfinale)                   | Malabo                            | Erstes Länderspiel gegen die Elfenbeinküste |
| *      | 02.06.2012  | Tunesien                     | 1:3                  | Weltmeisterschaft 2014 (Qualifikation)                | Monastir (TUN)                    | Erstes Länderspiel gegen Tunesien |
| *      | 09.06.2012  | Sierra Leone                 | 2:2                  | Weltmeisterschaft 2014 (Qualifikation)                | Malabo                            | |
| *      | 15.08.2012  | Liberia                      | 1:0                  | Freundschaftsspiel                                    | ?                                 | |
| *      | 09.09.2012  | Demokratische Republik Kongo | 0:4                  | Afrikameisterschaft 2013 (Qualifikation)              | Kinshasa (COD)                    | Erstes Länderspiel gegen die Demokratische Republik Kongo |
| *      | 14.10.2012  | Demokratische Republik Kongo | 2:1                  | Afrikameisterschaft 2013 (Qualifikation)              | Malabo                            | |
| *      | 24.03.2013  | Kap Verde                    | 0:3 Wertung          | Weltmeisterschaft 2014 (Qualifikation)                | Malabo                            | Der ursprüngliche 4:3-Sieg von Äquatorialguinea wurde von der FIFA in einen 3:0-Sieg für Kap Verde umgewandelt, da Äquatorialguinea mit Emilio Nsue einen nicht spielberechtigten Spieler eingesetzt hatte.                          |
| *      | 05.06.2013  | Togo                         | 0:1                  | Freundschaftsspiel                                    | ?                                 | |
| *      | 08.06.2013  | Kap Verde                    | 0:3 Wertung          | Weltmeisterschaft 2014 (Qualifikation)                | Praia (KPV)                       | Der ursprüngliche 2:1-Sieg wurde von der FIFA in einen 3:0-Sieg für Kap Verde umgewandelt, da Äquatorialguinea auch im Rückspiel den nicht spielberechtigten Spieler Emilio Nsue eingesetzt hatte.                                   |
| *      | 16.06.2013  | Tunesien                     | 1:1                  | Weltmeisterschaft 2014 (Qualifikation)                | Malabo                            | |
| *      | 04.09.2013  | Libyen                       | 1:1                  | Freundschaftsspiel                                    | Malabo, Nuevo Estadio de Malabo   | |
| *      | 07.09.2013  | Sierra Leone                 | 2:3                  | Weltmeisterschaft 2014 (Qualifikation)                | Freetown (SLE)                    | |
| *      | 16.11.2013  | Spanien                      | 1:2                  | Freundschaftsspiel                                    | Malabo                            | Erstes Länderspiel gegen Spanien |
| *      | 12.12.2013  | Kamerun                      | 1:2                  | CEMAC Cup 2013                                        | ?                                 | |
| *      | 15.12.2013  | Gabun                        | 1:2                  | CEMAC Cup 2013                                        | Franceville, Stade de Franceville | |
| *      | 17.05.2014  | Mauretanien                  | 0:1                  | Freundschaftsspiel                                    | Nouakchott (MTN)                  | Erstes Länderspiel gegen Mauretanien |
| *      | 01.06.2014  | Mauretanien                  | 3:0                  | Freundschaftsspiel                                    | Malabo                            | Die Auswahl Äquatorialguineas wurde vom afrikanischen Fußballverband wegen des Einsatzes eines nicht berechtigten Spielers (Thierry Fidjeu-Tazemeta) von der weiteren Qualifikation ausgeschlossen. Hierfür rückte Mauretanien nach. |
| *      | 04.06.2014  | São Tomé und Príncipe        | 3:2                  | Freundschaftsspiel                                    | Bata, Nkoantoma Stadium           | |
| *      | 30.10.2014  | SE Gama                      | 1:1                  | Freundschaftsspiel                                    | ? (BRA)                           | inoffizielles Länderspiel |
| *      | 06.11.2014  | Goiás                        | 2:0                  | Freundschaftsspiel                                    | Corumbá de Goiás (BRA)            | inoffizielles Länderspiel |
| *      | 07.11.2014  | Anápolis FC                  | 0:2                  | Freundschaftsspiel                                    | Anápolis (BRA)                    | inoffizielles Länderspiel |
| *      | 15.11.2014  | SE Gama                      | ?:?                  | Freundschaftsspiel                                    | Brasilia (BRA)                    | inoffizielles Länderspiel |
| *      | 01.12.2014  | Zentralafrikanische Republik | 4:0                  | CEMAC Cup 2014                                        | Bata, Estadio de Bata             | |
| *      | 06.12.2014  | Kamerun                      | 0:0                  | CEMAC Cup 2014                                        | Bata, Estadio de Bata             | |
| *      | 09.12.2014  | Tschad                       | 0:2                  | CEMAC Cup 2014                                        | Bata, Estadio de Bata             | |
| *      | 12.12.2014  | Kamerun                      | 0:0 n. V. 6:7 i. E.  | CEMAC Cup 2014                                        | Malabo                            | |
| *      | 17.01.2015  | Republik Kongo               | 1:1                  | Afrikameisterschaft-Vorrunde                          | Bata, Estadio de Bata             | |
| *      | 21.01.2015  | Burkina Faso                 | 0:0                  | Afrikameisterschaft-Vorrunde                          | Bata, Estadio de Bata             | |
| *      | 25.01.2015  | Gabun                        | 2:0                  | Afrikameisterschaft-Vorrunde                          | Bata, Estadio de Bata             | |
| *      | 31.01.2015  | Tunesien                     | 2:1 n. V.            | Afrikameisterschaft-Viertelfinale                     | Bata, Estadio de Bata             | |
| *      | 05.02.2015  | Ghana                        | 0:3                  | Afrikameisterschaft-Halbfinale                        | Malabo, Nuevo Estadio de Malabo   | Erstes Länderspiel gegen Ghana |
| *      | 07.02.2015  | Demokratische Republik Kongo | 0:0 n. V., 2:4 i. E. | Afrikameisterschaft Spiel um Platz 3                  | Malabo, Nuevo Estadio de Malabo   | |
| *      | 26.03.2015  | Ägypten                      | 0:2                  | Freundschaftsspiel                                    | Kairo (EGY)                       | Erstes Länderspiel gegen Ägypten |
| *      | 29.03.2015  | Elfenbeinküste               | 1:1                  | Freundschaftsspiel                                    | Abidjan (CIV)                     | |
| *      | 06.06.2015  | Andorra                      | 1:0                  | Freundschaftsspiel                                    | Andorra la Vella (AND)            | Erstes Länderspiel gegen Andorra |
| *      | 14.06.2015  | Benin                        | 1:1                  | Afrikameisterschaft 2017 (Qualifikation)              | Bata, Estadio de Bata             | |
| *      | 04.09.2015  | Südsudan                     | 0:1                  | Afrikameisterschaft 2017 (Qualifikation)              | Juba (SSD)                        | Erstes Länderspiel gegen den Südsudan |
| *      | 10.10.2015  | Kosovo                       | 0:2                  | Freundschaftsspiel                                    | Priština (KOS)                    | inoffizielles Länderspiel, Erstes Länderspiel gegen Kosovo |
| *      | 12.11.2015  | Marokko                      | 0:2                  | Weltmeisterschaft 2018 (Qualifikation)                | Agadir (MAR)                      | |
| *      | 15.11.2015  | Marokko                      | 1:0                  | Weltmeisterschaft 2018 (Qualifikation)                | Bata, Estadio de Bata             | |
| *      | 23.03.2016  | Mali                         | 0:1                  | Afrikameisterschaft 2017 (Qualifikation)              | Bamako (MLI)                      | Erstes Länderspiel gegen Mali |
| *      | 28.03.2016  | Mali                         | 0:1                  | Afrikameisterschaft 2017 (Qualifikation)              | Malabo                            | |
| *      | 02.06.2016  | Usbekistan                   | :                    | Freundschaftsspiel                                    | Taschkent (USB)                   | Abgebrochenes Spiel |
| *      | 12.06.2016  | Benin                        | 1:2                  | Afrikameisterschaft 2017 (Qualifikation)              | Cotonou (BEN)                     | |
| *      | 2/4.09.2016 | Südsudan                     | 4:0                  | Afrikameisterschaft 2017 (Qualifikation)              | Malabo                            | |
| *      | 11.10.2016  | Libanon                      | 1:1                  | Freundschaftsspiel                                    | Beirut (LBN)                      | Erstes Länderspiel gegen Libanon |
| *      | 10.06.2017  | Senegal                      | 0:3                  | Qualifikation zum Afrika-Cup 2019                     | Dakar (SEN)                       | |
| *      | 12.08.2017  | Gabun                        | :                    | Afrikanische Nationenmeisterschaft 2018/Qualifikation | Malabo                            | abgebrochen |
| *      | 19.08.2017  | Gabun                        | :                    | Afrikanische Nationenmeisterschaft 2018/Qualifikation | Libreville (GAB)                  | abgebrochen |
| *      | 03.09.2017  | Benin                        | 1:2                  | Freundschaftsspiel                                    | Malabo                            | |
| *      | 09.10.2017  | Mauritius                    | 3:1                  | Freundschaftsspiel                                    | Bata                              | Erstes Länderspiel gegen Mauritius |
| *      | 15.01.2018  | Libyen                       | 0:3                  | Afrikanische Nationenmeisterschaft 2018               | Tanger (MAR)                      | |
| *      | 19.01.2018  | Ruanda                       | 0:1                  | Afrikanische Nationenmeisterschaft 2018               | Tanger (MAR)                      | |
| *      | 23.01.2018  | Nigeria                      | 1:3                  | Afrikanische Nationenmeisterschaft 2018               | Agadir (MAR)                      | |
| *      | 28.05.2018  | Kenia                        | 0:1                  | Freundschaftsspiel                                    | Machakos (KEN)                    | Erstes Länderspiel gegen Kenia |
| *      | 08.09.2018  | Sudan                        | 1:0                  | Qualifikation zum Afrika-Cup 2019                     | Bata                              | Erstes Länderspiel gegen den Sudan |
| *      | 13.10.2018  | Madagaskar                   | 0:1                  | Qualifikation zum Afrika-Cup 2019                     | Bata                              | |
| *      | 16.10.2018  | Madagaskar                   | 0:1                  | Qualifikation zum Afrika-Cup 2019                     | Antananarivo (MAD)                | |
| *      | 17.11.2018  | Senegal                      | 0:1                  | Qualifikation zum Afrika-Cup 2019                     | Bata                              | |
| *      | 22.03.2019  | Sudan                        | 4:1                  | Qualifikation zum Afrika-Cup 2019                     | Omdurman (SUD)                    | |
| *      | 25.03.2019  | Saudi-Arabien                | 2:3                  | Freundschaftsspiel                                    | Riad (SAU)                        | Erstes Länderspiel gegen Saudi-Arabien |
| *      | 21.07.2019  | Liberia                      | 1:1                  | Freundschaftsspiel                                    | Malabo                            | |
| *      | 28.07.2019  | Tschad                       | 3:3                  | Afrikanische Nationenmeisterschaft 2020/Qualifikation | N’Djamena (TSC)                   | |
| *      | 04.08.2019  | Tschad                       | 2:1                  | Afrikanische Nationenmeisterschaft 2020/Qualifikation | Malabo                            | |
| *      | 04.09.2019  | Südsudan                     | 1:1                  | Weltmeisterschaft 2022 (Qualifikation)                | Omdurman (SUD)                    | |
| *      | 08.09.2019  | Südsudan                     | 1:0                  | Weltmeisterschaft 2022 (Qualifikation)                | Bata, Estadio de Bata             | |
| *      | 22.09.2019  | Republik Kongo               | 2:2                  | Afrikanische Nationenmeisterschaft 2020/Qualifikation | Malabo                            | |
| *      | 13.10.2019  | Togo                         | 1:1                  | Freundschaftsspiel                                    | Mallemort (FRA)                   | |
| *      | 20.10.2019  | Republik Kongo               | 0:1                  | Afrikanische Nationenmeisterschaft 2020/Qualifikation | Brazzaville (KGO)                 | |
| *      | 15.11.2019  | Tansania                     | 1:2                  | Qualifikation zum Afrika-Cup 2021                     | Daressalam (TAN)                  | Erstes Länderspiel gegen Tansania |
| *      | 19.11.2019  | Tunesien                     | 0:1                  | Qualifikation zum Afrika-Cup 2021                     | Malabo                            | |

## Seit 2020
| Nummer | Datum      | Gegner                | Resultat            | Anlass                                                | Austragungsort    | Bemerkungen                       |
| ------ | ---------- | --------------------- | ------------------- | ----------------------------------------------------- | ----------------- | --------------------------------- |
| *      | 11.11.2020 | Libyen                | 3:2                 | Qualifikation zum Afrika-Cup 2021                     | Kairo (ÄGY)       |                                   |
| *      | 15.11.2020 | Libyen                | 1:0                 | Qualifikation zum Afrika-Cup 2021                     | Malabo            |                                   |
| *      | 25.03.2021 | Tansania              | 1:0                 | Qualifikation zum Afrika-Cup 2021                     | Malabo            |                                   |
| *      | 28.03.2021 | Tunesien              | 1:2                 | Qualifikation zum Afrika-Cup 2021                     | Radès (TUN)       |                                   |
| *      | 03.09.2021 | Tunesien              | 0:1                 | Qualifikation zur Weltmeisterschaft 2022 zweite Runde | Radès (TUN)       |                                   |
| *      | 07.09.2021 | Mauretanien           | 1:0                 | Qualifikation zur Weltmeisterschaft 2022 zweite Runde | Malabo            |                                   |
| *      | 07.10.2021 | Sambia                | 2:0                 | Qualifikation zur Weltmeisterschaft 2022 zweite Runde | Malabo            |                                   |
| *      | 10.10.2021 | Sambia                | 1:1                 | Qualifikation zur Weltmeisterschaft 2022 zweite Runde | Lusaka (ZMB)      |                                   |
| *      | 13.11.2021 | Tunesien              | 1:0                 | Qualifikation zur Weltmeisterschaft 2022 zweite Runde | Malabo            |                                   |
| *      | 16.11.2021 | Mauretanien           | 1:1                 | Qualifikation zur Weltmeisterschaft 2022 zweite Runde | Nouakchott (MRT)  |                                   |
| *      | 12.01.2022 | Elfenbeinküste        | 0:1                 | Afrika-Cup 2022 Vorrunde                              | Douala (CMR)      |                                   |
| *      | 16.01.2022 | Algerien              | 1:0                 | Afrika-Cup 2022 Vorrunde                              | Douala (CMR)      | Erstes Länderspiel gegen Algerien |
| *      | 20.01.2022 | Sierra Leone          | 1:0                 | Afrika-Cup 2022 Vorrunde                              | Limbé (CMR)       |                                   |
| *      | 26.01.2022 | Mali                  | 0:0 n. V. 6:5 i. E. | Afrika-Cup 2022 Achtelfinale                          | Limbé (CMR)       |                                   |
| *      | 30.01.2022 | Senegal               | 1:3                 | Afrika-Cup 2022 Viertelfinale                         | Yaoundé (CMR)     |                                   |
| *      | 23.03.2022 | Guinea-Bissau         | 0:3                 | Freundschaftsspiel                                    | Óbidos (POR)      |                                   |
| *      | 29.03.2022 | Angola                | 0:0                 | Freundschaftsspiel                                    | Óbidos (POR)      |                                   |
| *      | 02.06.2022 | Tunesien              | 0:4                 | Afrika-Cup 2024 Qualifikation                         | Radès (TUN)       |                                   |
| *      | 06.06.2022 | Libyen                | 2:0                 | Afrika-Cup 2024 Qualifikation                         | Malabo            |                                   |
| *      | 28.08.2022 | Kamerun               | 1:0                 | Qualifikation zur Afrikanischen Nationenmeisterschaft | Malabo            |                                   |
| *      | 03.09.2022 | Kamerun               | 0:2                 | Qualifikation zur Afrikanischen Nationenmeisterschaft | Garoua (CMR)      |                                   |
| *      | 23.09.2022 | Ruanda                | 0:0                 |                                                       | Berrechid (MAR)   |                                   |
| *      | 27.09.2022 | Togo                  | 2:2                 | Freundschaftsspiel                                    | Casablanca (MAR)  |                                   |
| *      | 24.03.2023 | Botswana              | 2:0                 | Afrika-Cup 2024 Qualifikation                         | Malabo            |                                   |
| *      | 28.03.2023 | Botswana              | 3:2                 | Afrika-Cup 2024 Qualifikation                         | Francistown (BWA) |                                   |
| *      | 17.06.2023 | Tunesien              | 1:0                 | Afrika-Cup 2024 Qualifikation                         | Malabo            |                                   |
| *      | 06.09.2023 | Libyen                | 1:1                 | Afrika-Cup 2024 Qualifikation                         | Bengasi (LBY)     |                                   |
| *      | 13.10.2023 | Burkina Faso          | 0:0                 |                                                       | Malabo            |                                   |
| *      | 15.11.2023 | Namibia               | 1:0                 | WM-Qualifikation                                      | Malabo            |                                   |
| *      | 20.11.2023 | Liberia               |                     | WM-Qualifikation                                      | Monrovia (LBR)    |                                   |
| *      | 14.01.2024 | Nigeria               |                     | Afrika-Cup 2024 Vorrunde                              | Abidjan (CIV)     |                                   |
| *      | 18.01.2024 | Guinea-Bissau         |                     | Afrika-Cup 2024 Vorrunde                              | Abidjan (CIV)     |                                   |
| *      | 22.01.2024 | Elfenbeinküste        |                     | Afrika-Cup 2024 Vorrunde                              | Abidjan (CIV)     |                                   |
| *      | 03.06.2024 | Tunesien              |                     | (TUN)                                                 | WM-Qualifikation  |                                   |
| *      | 10.06.2024 | Malawi                |                     |                                                       | WM-Qualifikation  |                                   |
| *      | 17.03.2025 | São Tomé und Príncipe |                     |                                                       | WM-Qualifikation  |                                   |
| *      | 24.03.2025 | Namibia               |                     | (NAM)                                                 | WM-Qualifikation  |                                   |
| *      | 01.09.2025 | São Tomé und Príncipe |                     | (STP)                                                 | WM-Qualifikation  |                                   |
| *      | 08.09.2025 | Tunesien              |                     |                                                       | WM-Qualifikation  |                                   |
| *      | 06.10.2025 | Malawi                |                     | (MWI)                                                 | WM-Qualifikation  |                                   |
| *      | 13.10.2025 | Liberia               |                     |                                                       | WM-Qualifikation  |                                   |